# David Boysen
David Katz Boysen (Herlev, 30 april 1991) is een Deens-Israëlisch voormalig voetballer die doorgaans speelde als vleugelspeler. Tussen 2008 en 2023 was hij actief voor Akademisk BK, Lyngby BK, Viborg FF, opnieuw Lyngby BK, Brøndby IF, Roda JC, opnieuw Lyngby BK, Beitar Jeruzalem, IF Elfsborg, Helsingborgs IF, Sektzia Nes Ziona, Hapoel Nof HaGalil, FC Helsingør, Fremad Amager en Brønshøj BK.

## Clubcarrière
Boyden speelde in de jeugd van Herlev IF in zijn geboorteplaats en kwam daarna in de opleiding van Akademisk BK terecht. Voor die club maakte hij op 10 augustus 2008 zijn debuut, toen hij tegen Kolding vijf minuten voor het einde van de wedstrijd als invaller zijn entree mocht maken. Akademisk won het duel met 0–4. De vleugelspeler tekende een maand later voor zijn eerste doelpunt; op 21 september werd met 2–2 gelijkgespeeld op bezoek bij Fredericia en in de eenenzestigste minuut had Boysen zijn ploeg op voorsprong gezet: 2–1.
In januari 2011 liet Boysen Akademisk achter zich en hij tekende voor drie seizoenen bij Lyngby BK. In eerste instantie zou dit contract pas een half jaar later, in de zomer van 2011, ingaan. Uiteindelijk vond de overstap toch met onmiddellijke ingang plaats. Na drie jaren in het eerste elftal van Lyngby besloot Boysen om zijn aflopende verbintenis niet te verlengen en hierop kon hij de club begin 2013 verlaten. Na zijn vertrek bij Lyngby vond de Deen in Viborg FF een nieuwe club. Met Viborg, waar hij tekende tot medio 2016, ging hij in de Superligaen spelen. Voor Viborg zou hij niet verder komen dan acht competitieoptredens en na een half jaar keerde Boysen terug bij Lyngby BK. In anderhalf jaar tijd wist de vleugelspeler bij Lyngby tot drieëntwintig doelpunten te komen en in januari 2016 werd hij overgenomen door Brøndby IF, waarmee hij weer op het hoogste niveau ging spelen.
Na een half jaar Brøndby ging Boysen voor het eerst spelen voor een club buiten Denemarken; in de zomer van 2016 zette hij zijn handtekening onder een tweejarige verbintenis bij Roda JC. Op 20 januari 2017, toen hij in het lopende seizoen tot één treffer in dertien competitieoptredens was gekomen, werd zijn contract ontbonden. Op 1 februari vervolgde hij zijn loopbaan bij Lyngby BK. Bij die club ondertekende hij een contract tot het einde van het kalenderjaar. Een jaar later trok Boysen naar Israël, waar Beitar Jeruzalem zijn nieuwe werkgever werd. Boysen en Beitar gingen medio 2018 weer uit elkaar. Hierop tekende hij voor anderhalf jaar bij IF Elfsborg. Hiervan zou de Deen maar een halfjaar volmaken. Hierop tekende hij voor competitiegenoot Helsingborgs IF.
Na een halfjaar keerde hij terug naar Israël, waar hij voor Sektzia Nes Ziona ging spelen. In januari 2020 nam Hapoel Nof HaGalil hem transfervrij over. Een halfjaar later keerde hij bij FC Helsingør terug in Denemarken en medio 2021 verkaste hij naar Fremad Amager. Twee jaar later ging hij voor Brønshøj BK spelen. Aan het einde van het kalenderjaar besloot hij op tweeëndertigjarige leeftijd een punt achter zijn actieve loopbaan te zetten.

## Clubstatistieken
| Seizoen | Club               | Competitie  | Competitie | Competitie | Beker | Beker | Internationaal | Internationaal | Totaal | Totaal |
| Seizoen | Club               | Competitie  | Wed.       | Dlp.       | Wed.  | Dlp.  | Wed.           | Dlp.           | Wed.   | Dlp.   |
| ------- | ------------------ | ----------- | ---------- | ---------- | ----- | ----- | -------------- | -------------- | ------ | ------ |
| 2008/09 | Akademisk BK       | 1. division | 24         | 9          | 3     | 1     | —              | —              | 27     | 10     |
| 2009/10 | Akademisk BK       | 1. division | 16         | 1          | 1     | 0     | —              | —              | 17     | 1      |
| 2010/11 | Akademisk BK       | 1. division | 16         | 4          | 0     | 0     | —              | —              | 16     | 4      |
| 2010/11 | Lyngby BK          | Superligaen | 11         | 1          | 0     | 0     | —              | —              | 11     | 1      |
| 2011/12 | Lyngby BK          | Superligaen | 18         | 0          | 1     | 0     | —              | —              | 19     | 0      |
| 2012/13 | Lyngby BK          | 1. division | 29         | 6          | 2     | 0     | —              | —              | 31     | 6      |
| 2013/14 | Lyngby BK          | 1. division | 17         | 4          | 2     | 1     | —              | —              | 19     | 5      |
| 2013/14 | Viborg FF          | Superligaen | 8          | 0          | 0     | 0     | —              | —              | 8      | 0      |
| 2014/15 | Lyngby BK          | 1. division | 24         | 12         | 0     | 0     | —              | —              | 24     | 12     |
| 2015/16 | Lyngby BK          | 1. division | 18         | 11         | 0     | 0     | —              | —              | 18     | 11     |
| 2015/16 | Brøndby IF         | Superligaen | 14         | 3          | 2     | 0     | 1              | 0              | 17     | 3      |
| 2016/17 | Roda JC            | Eredivisie  | 13         | 1          | 0     | 0     | —              | —              | 13     | 1      |
| 2016/17 | Lyngby BK          | Superligaen | 14         | 2          | 0     | 0     | —              | —              | 14     | 2      |
| 2017/18 | Lyngby BK          | Superligaen | 14         | 4          | 0     | 0     | —              | —              | 14     | 4      |
| 2017/18 | Beitar Jeruzalem   | Ligat Ha'Al | 4          | 0          | 3     | 0     | —              | —              | 7      | 0      |
| 2018    | IF Elfsborg        | Allsvenskan | 3          | 0          | 1     | 0     | —              | —              | 4      | 0      |
| 2019    | Helsingborgs IF    | Allsvenskan | 10         | 1          | 0     | 0     | —              | —              | 10     | 1      |
| 2019/20 | Sektzia Nes Ziona  | Ligat Ha'Al | 5          | 1          | 0     | 0     | —              | —              | 5      | 1      |
| 2019/20 | Hapoel Nof HaGalil | Liga Leumit | 6          | 1          | 0     | 0     | —              | —              | 6      | 1      |
| 2020/21 | FC Helsingør       | 1. division | 29         | 1          | 0     | 0     | —              | —              | 29     | 1      |
| 2021/22 | Fremad Amager      | 1. division | 30         | 1          | 2     | 0     | —              | —              | 32     | 1      |
| 2022/23 | Fremad Amager      | 1. division | 17         | 0          | 4     | 0     | —              | —              | 21     | 0      |
| Totaal  | Totaal             | Totaal      | 341        | 63         | 21    | 2     | 1              | 0              | 363    | 65     |